# Hervé Villechaize
Hervé Jean-Pierre Villechaize (Parigi, 23 aprile 1943 – Los Angeles, 4 settembre 1993) è stato un attore francese.
È ricordato per il ruolo di Tattoo, assistente di Mr. Roarke (Ricardo Montalbán) nella serie televisiva Fantasilandia (1977-1984). È inoltre conosciuto per aver interpretato il cattivo Nick Nack nel film di James Bond Agente 007 - L'uomo dalla pistola d'oro del 1974.

## Biografia
Nato e cresciuto a Parigi coi suoi genitori, André Villechaize (1902-1976) e Evelyn Ida Recchionni (1909-2003), e i suoi tre fratelli, Jean-Paul, Patrick e Philippe, Villechaize soffriva di una forma di nanismo o acondroplasia (era alto 119 cm), malattia genetica che non consente alle ossa di crescere in lunghezza. Nonostante il tentativo del padre medico di curare la malattia, Villechaize cessò di andare a scuola per le sue condizioni e trovò conforto nella pittura. Dopo aver studiato belle arti all'École nationale supérieure des beaux-arts, si trasferì negli Stati Uniti per cercare di sfuggire al pregiudizio contro le persone affette da nanismo. Si stabilì in una zona bohemienne di New York, imparò l'inglese guardando gli show televisivi e continuò la sua carriera come artista e fotografo. Recitò in produzioni off-Broadway, inclusa un'esibizione con Sam Shepard, prima di cominciare la sua carriera cinematografica.
La sua prima apparizione al cinema fu nel 1966 con un ruolo non accreditato nel film Chappaqua, seguito da numerose altre produzioni come La gang che non sapeva sparare (1971), Crazy Joe (1974), La regina del male (Seizure), diretto nel 1974 da Oliver Stone, e del bizzarro film culto diretto da Richard Elfman, The Forbidden Zone (1982). La svolta nella sua carriera avvenne nel 1974 con il film Agente 007 - L'uomo dalla pistola d'oro. Come poi affermato dall'attore Christopher Lee, coprotagonista del film, il periodo di Agente 007 - L'uomo dalla pistola d'oro fu probabilmente il più felice nella vita di Hervé. Tra il 1977 e il 1983 divenne particolarmente celebre grazie alla serie televisiva Fantasilandia, nei panni di Tattoo, fido assistente del protagonista Mr. Roarke (Ricardo Montalbán), proprietario di un resort di lusso in cui gli ospiti potevano realizzare ogni loro fantasia. Villechaize dimostrò però di essere un attore difficile: sul set della serie televisiva faceva continue proposte sessuali alle donne e litigava con i produttori. Fu licenziato dopo la sesta stagione, ma la popolarità della serie calò dopo il suo abbandono, tant'è vero che dopo la settima stagione ne fu decisa la cancellazione.
Oltre a svolgere l'attività di attore, negli anni settanta e ottanta divenne membro attivo di un movimento della California contro gli abusi infantili, spesso andando egli stesso sulle scene dei misfatti per confortare le vittime delle violenze. 
In conseguenza della sua instabile salute e dei suoi problemi professionali, negli ultimi anni della sua vita fu affetto da alcolismo e depressione, con comportamenti anche violenti. Nella prima mattinata del 4 settembre 1993, nella sua casa a Nord di Hollywood, si ritiene che Hervé Villechaize, all'età di 50 anni, abbia sparato un colpo attraverso la porta del patio in vetro scorrevole per svegliare la sua fidanzata di allora, Kathy Self, prima di spararsi. La Self ha trovato Villechaize nel suo cortile ed è stato dichiarato morto al Medical Center of North Hollywood. Le sue ceneri sono state sparse nell'Oceano Pacifico al largo di Point Fermin a San Pedro, Los Angeles. Villechaize ha lasciato un biglietto in cui diceva di essere stanco dei problemi di salute di cui soffriva da lungo tempo. Soffriva infatti di un dolore cronico causato dagli organi interni sovradimensionati che esercitavano una pressione crescente sul suo corpo. Secondo la Self, Villechaize dormiva spesso inginocchiato per poter respirare più facilmente. Ha lasciato inoltre una registrazione audio in cui aveva inciso le sue ultime parole. Al tempo della sua morte stava negoziando con Cartoon Network per apparire come coprotagonista nella serie animata Space Ghost Coast to Coast, che era all'epoca in pre-produzione. Villechaize avrebbe dato la voce all'assistente di Space Ghost.

## Vita privata
Nel 1970 Hervé Villechaize sposa la sua prima moglie, l'artista Anne Sadowski. Dopo anni di continue infedeltà, nonché dolorose prese in giro per la loro differenza di altezza, i due divorziano nel 1978 o 1979 (le fonti in merito sono contrastanti).
Roger Moore ha confermato in un'intervista che Hervé Villechaize era un maniaco sessuale, alla continua ricerca di rapporti sessuali con le donne. Durante le riprese de Agente 007 - L'uomo dalla pistola d'oro (The Man with the Golden Gun, 1974), in Estremo Oriente, era stato con 35 donne, molte delle quali erano prostitute.
A metà anni settanta, Villechaize conosce l'attrice Susan Tyrrell. Stando a quanto dichiarato dalla Tyrrell, i due hanno avuto una relazione di due anni, condividendo una casa nell'area Laurel Canyon di Los Angeles.
Nel 1977 incontra la sua seconda moglie, Camille Hagen, attrice e controfigura che conosce sul set del pilota di Fantasilandia. I due si sposano nel 1980 e la Hagen chiede il divorzio appena 15 mesi dopo. Durante il matrimonio i due risiedono in un ranch nella San Fernando Valley, che al tempo stesso funge da maneggio o fattoria per animali.

## Filmografia

### Attore

#### Cinema
- Chappaqua, regia di Conrad Rooks (1966)
- Maidstone, regia di Norman Mailer (1971)
- Item 72-D: The Adventures of Spa and Fon, regia di Edward Summer - cortometraggio (1970)
- La gang che non sapeva sparare (The Gang That Couldn't Shoot Straight), regia di James Goldstone (1971)
- Greaser's Palace, regia di Robert Downey Sr. (1972)
- The Last Stop (1972)
- Malatesta's Carnival of Blood, regia di Christopher Speeth (1973)
- Crazy Joe, regia di Carlo Lizzani (1974)
- La regina del male (Seizure), regia di Oliver Stone (1974)
- Agente 007 - L'uomo dalla pistola d'oro (The Man with the Golden Gun), regia di Guy Hamilton (1974)
- Hot Tomorrows, regia di Martin Brest (1977)
- Un tipo straordinario (The One and Only), regia di Carl Reiner (1978)
- Forbidden Zone, regia di Richard Elfman (1982)
- L'aereo più pazzo del mondo... sempre più pazzo (Airplane II: The Sequel), regia di Ken Finkleman (1982)
- Congiunzione di due lune (Two Moon Junction), regia di Zalman King (1988)

#### Televisione
- Fantasilandia (Fantasy Island) – serie TV, 132 episodi (1977-1983)
- Taxi – serie TV, episodio 2x23 (1980)
- Professione pericolo (The Fall Guy) – serie TV, episodio 1x22 (1982)
- Nel regno delle fiabe (Faerie Tale Theatre) – serie TV, episodi 1x02-4x04 (1982-1985)
- Il mio amico Arnold (Diff'rent Strokes) – serie TV, episodio 7x08 (1984)
- The Larry Sanders Show – serie TV, episodio 1x04 (1992) - non accreditato
- The Ben Stiller Show – serie TV, episodio 1x08 (1992)

#### Videoclip
- Ronnie Milsap She Loves My Car, regia di David Hogan (1984)
- Jeff Beck Ambitious, regia di James Yukich (1985)

### Doppiatore
- The Telephone, regia di Rip Torn (1988)

## Programmi televisivi (parziale)
- The Carol Burnett Show - varietà comico (1991) - ospite

## Riconoscimenti
- Golden Globe
  - 1982 – Candidatura al miglior attore non protagonista in una serie per Fantasilandia

## Omaggi
- Sugli ultimi giorni della vita di Hervé Villechaize nel 2018 è stato realizzato il film TV biografico My Dinner with Hervé, diretto da Sacha Gervasi. Nel film Villechaize è interpretato da Peter Dinklage.

## Doppiatori italiani
Nelle versioni in italiano dei suoi film, Hervé Villechaize è stato doppiato da:
- Vittorio Stagni in Agente 007 - L'uomo dalla pistola d'oro, Congiunzione di due lune
- Armando Bandini in Fantasilandia